# İzmit
Izmit (turecky İzmit, ve starověku Nikomédie) je město v Turecku, administrativní centrum Kocaeliské provincie v Marmarském regionu. V roce 2009 zde žilo 293 339 obyvatel. Nachází se asi 100 km východně od Istanbulu. Izmit je důležitým průmyslovým centrem, nachází se zde ropná rafinerie, papírenské a cementářské závody. Město je také sídlem mnoha společnosti v automobilovém průmyslu.
Izmit je sídlem Kocaeli Üniversitesi, vysoké školy založené v roce 1992. V současnosti zde studuje více než 50 tisíc studentů.
Na konci června 2016 byl v Izmitu dokončen visutý most přes Izmitský záliv, visutý most přes východní cíp Marmarského moře. Jde o čtvrtý nejdelší visutý most na světě.

## Externí odkazy

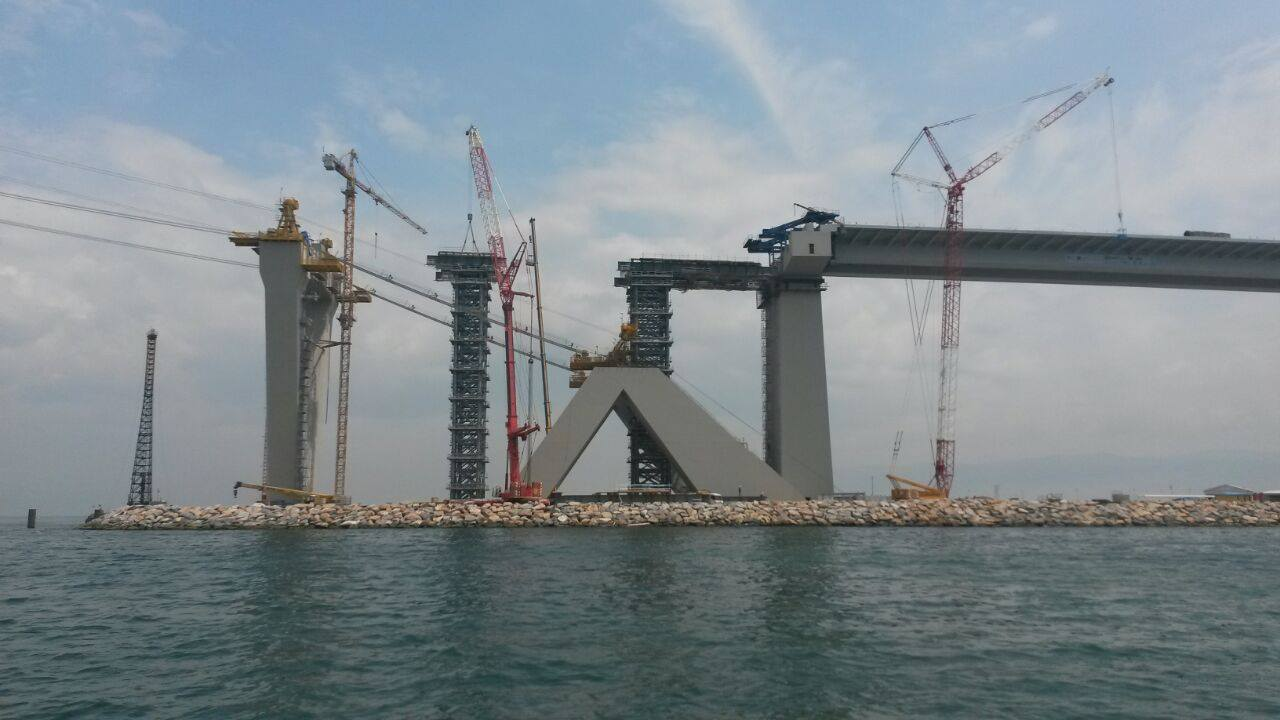
Most přes Marmarské moře (stav červen 2015).

## Partnerská města
- Bajdá, Libye
- Kassel, Německo
- Székesfehérvár, Maďarsko (2008)
- Čen-ťiang, Čína
- Ulsan, Jižní Korea